# Karen Asatrian

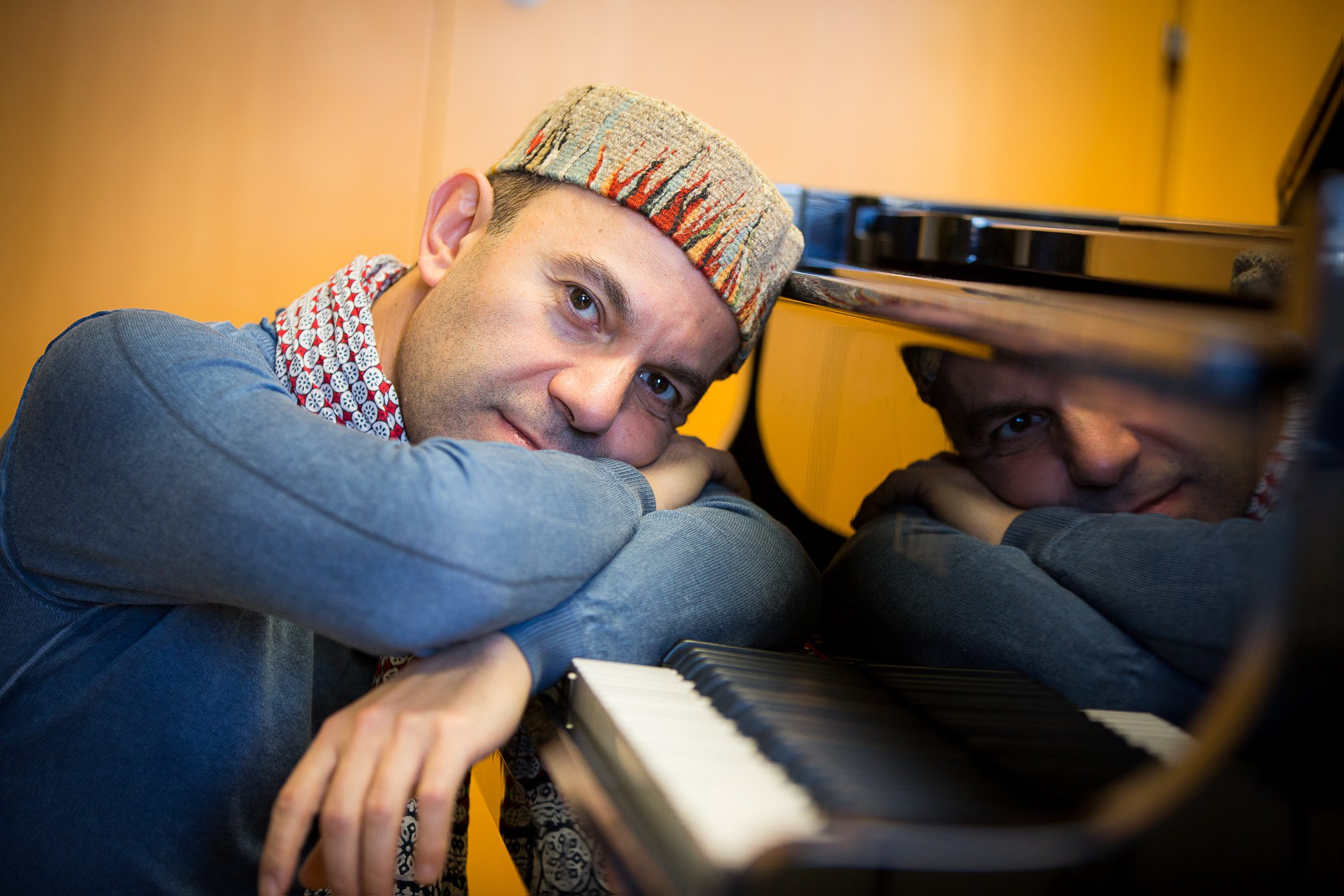
Karen Asatrian (2014)

Karen Asatrian (armenisch Կարեն Ասատրյան; * 23. Juni 1972 in Jerewan) ist ein armenischer Fusion- und Jazzmusiker (Piano, auch Geige, Komposition).

## Leben und Wirken
Asatrian stammt aus einer Musikerfamilie; er erhielt seinen ersten Unterricht in klassischer Geige und Klavier an der Tschaikowsky-Musikfachschule in Jerewan. Zwischen 1989 und 1994 studierte er am Staatlichen Konservatorium Komitas in Eriwan Geige, Klavier und Komposition. Kurzfristig war er als Konzertmeister beim Armenian National Philharmonic Orchestra tätig. Ab 1995 studierte er Jazzpiano am Kärntner Landeskonservatorium bei Harald Neuwirth (Diplom 1999 mit Auszeichnung).
Asatrian spielte zunächst bei Primus Sitter, gründete dann das Brahm’s Project, bei dem ein Jazz-Trio mit Kammerorchester Werke von Johannes Brahms in eigenen Arrangements aufführte. Weiterhin interpretierte der Kammerchor Norbert Artner eigene Kompositionen von ihm. Auch kam es zur Zusammenarbeit mit SamulNori, Dee Dee Bridgewater oder Jamaaladeen Tacuma. Mit seinem Sextett Armenian Spirit entstanden die Alben Arahet – Pathway (2005) und Dervish (2009) für Universal Music; 2018 folgte das Album Noor.
Asatrian konnte 2015 seine (auf der frühchristlichen Liturgie aufbauende) Messe für Chor, Sängerin und Jazz-Ensemble im Konzerthaus Klagenfurt uraufführen; weitere Aufführungen folgten andernorts in Österreich. 2016 hatte sein Werk Prayer Wheel bei den Salzburger Festspielen Premiere (gleichnamiges Album, 2018). Er ist weiterhin auf Alben von Gabriel Lipuš, Bernie Mallinger, Simone Kopmajer und Wolfgang Puschnig zu hören.
Neben seiner künstlerischen Tätigkeit unterrichtet Asatrian an der Gustav Mahler Privatuniversität für Musik und an der Universität für Musik und darstellende Kunst Wien.

## Preise und Auszeichnungen
Mit seinem Album Pathway gewann Asatrian den Armenian Music Award in der Kategorie „Bestes Jazzalbum.“